# Wayne County, Illinois
Wayne County är ett administrativt område i delstaten Illinois, USA, med 16 760 invånare. Den administrativa huvudorten (county seat) är Fairfield.

## Geografi
Enligt United States Census Bureau har countyt en total area på 1 853 km². 1 849 km² av den arean är land och 4 km² är vatten.

### Angränsande countyn
- Clay County - nord
- Richland County - nordost
- Edwards County - öst
- White County - sydost
- Hamilton County - syd
- Jefferson County - sydväst
- Marion County - nordväst